# Weberbauera cymosa
Weberbauera cymosa är en korsblommig växtart som beskrevs av Al-shehbaz. Weberbauera cymosa ingår i släktet Weberbauera och familjen korsblommiga växter. Inga underarter finns listade i Catalogue of Life.